# Фјодор II Борисович
Фјодор II (1589. - 20. јули 1605) је био цар Русије између 13. априла и 1. јула 1605. године.
Фјодор II је био син цара Бориса Годунова. Изненадна очева смрт 13. априла 1605. године током још увек неугушене побуне коју води Лажни Димитрије је убрзо довела до потпуног расула лојалистичких снага.
Најбоље могуће школовање које током својега детињства стиче га није могло никако припремити за катастрофалну ситуацију у којој добија круну. Смрт оца, којега су људи следили ради његове харизме никако се није могла надокнадити. Како је одмах од првих дана дошло до бега групе бољара на противничку страну, а те акције се никако даље нису успеле успешно спречити, његова мајка је одлучила преузети контролу државних послова.
Та чињеница је убрзо довела до панике и међу последњим лојалистима пошто је она била ћерка човека који је руководио опричницима и супруга цара Бориса Годунова који је такође водио чистке. Због тих разлога када писмо Лажног Димитрија 1. јула 1605. стиже у Москву с захтевом да се сруши цара, бољари га одлучују послушати. Фјодор II је био ухапшен, а двадесет дана касније заједно с мајком погубљен.
Од њега нам је данас остала прва карта Русије коју је нацртао властитом руком.

## Породично стабло
|  |                                       |  |  |  |  |  |  |  |  |  |  |  |  |  |  |  |
|  | 2. Борис Годунов                      |  |  |  |  |  |  |  |  |  |  |  |  |  |  |  |
|  |                                       |  |  |  |  |  |  |  |  |  |  |  |  |  |  |  |
|  |                                       |  |  |  |  |  |  |  |  |  |  |  |  |  |  |  |
|  | 1. Фјодор II Борисович                |  |  |  |  |  |  |  |  |  |  |  |  |  |  |  |
|  |                                       |  |  |  |  |  |  |  |  |  |  |  |  |  |  |  |
|  |                                       |  |  |  |  |  |  |  |  |  |  |  |  |  |  |  |
|  | 3. Марија Григоровна Богданова-Бељска |  |  |  |  |  |  |  |  |  |  |  |  |  |  |  |
|  |                                       |  |  |  |  |  |  |  |  |  |  |  |  |  |  |  |
|  |                                       |  |  |  |  |  |  |  |  |  |  |  |  |  |  |  |